# Trattato globale sull'inquinamento da plastica
Il Trattato globale sull'inquinamento da plastica (Global plastic pollution treaty) è un accordo internazionale giuridicamente vincolante in corso di negoziazione tra gli stati membri delle Nazioni Unite che riguarderà l'intero ciclo di vita della plastica, dalla progettazione alla produzione e allo smaltimento.

## Storia
Il 2 marzo 2022 gli stati membri delle Nazioni Unite hanno votato alla ripresa della quinta Assemblea ambientale delle Nazioni Unite (UNEA-5.2) per istituire un Comitato intergovernativo di negoziazione (INC, Intergovernmental Negotiating Committee) con il mandato di promuovere un accordo internazionale giuridicamente vincolante sulla plastica. La risoluzione è intitolata "Porre fine all'inquinamento da plastica: verso uno strumento internazionale giuridicamente vincolante".
A seguito dell'UNEA-5.2, il mandato specifica che l'INC deve iniziare i suoi lavori entro la fine del 2022 con l'obiettivo di "completare una bozza di accordo globale legalmente vincolante entro la fine del 2024".
I lavori per il trattato sono iniziati con la riunione di un gruppo di lavoro aperto ad hoc (OEWG) a Dakar, in Senegal, dal 30 maggio al 1º giugno 2022. Durante tale riunione, gli Stati membri hanno stabilito un calendario per le riunioni successive fino alla fine del 2024, le norme procedurali e l'ambito di lavoro iniziale per la prima riunione dell'INC. Secondo il programma, nel 2025, il trattato dovrebbe essere finalizzato alla conferenza dei plenipotenziari, con Ecuador, Perù, Ruanda e Senegal come potenziali paesi ospitanti.
La prima riunione del comitato di negoziazione (INC-1) si è svolta a Punta del Este, in Uruguay, dal 28 novembre al 2 dicembre 2022. L'ordine del giorno conteneva punti tra cui l'adozione formale del regolamento interno. Hanno partecipato oltre 2.300 delegati provenienti da 160 paesi.
La seconda riunione del comitato di negoziazione (INC-2) si è svolta a Parigi, in Francia, dal 29 maggio al 2 giugno 2023.
Il 4 settembre 2023 fu diffusa la "Bozza Zero" del trattato, contenente diverse opzioni di testo sulle quali il comitato avrebbe lavorato nei successivi incontri (a partire dall'INC-3), integralmente tradotta in sei lingue: arabo, cinese, inglese, francese, russo, e spagnolo, mentre un documento riassuntivo fu diffuso in inglese, francese e portoghese. 
La terza sessione (INC-3) si svolse dal 13 al 19 novembre 2023 a Nairobi, in Kenya, presso la sede del Programma delle Nazioni Unite per l'ambiente (UNEP)
La quarta sessione (INC-4) ha avuto luogo dal 23 al 29 aprile 2024 a Ottawa, in Canada.
A seguito degli scarsi risultati ottenuti durante INC-4, sono stati avviati lavori intersessionali nella speranza di poter giungere a conclusione dei lavori nei tempi previsti. Inoltre, 31 paesi hanno sottoscritto la dichiarazione "Bridge to Busan" nella quale chiedono al comitato di convenire su un obiettivo globale di produzione sostenibile dei polimeri plastici. Perù e Ruanda hanno invece presentato la proposta "40x40", che consiste nell'obiettivo di riduzione del 40% della produzione globale di polimeri plastici entro il 2040. 
Alla vigilia della INC-5, il permanere di profonde divisioni tra i paesi partecipanti, che si riflette nella complessità della bozza di lavoro (Bozza Zero Rivista), ha fatto temere che non sarebbe stato possibile raggiungere l'accordo nei tempi previsti. Per questo motivo l’ambasciatore dell’Ecuador Luis Vayas Valdivieso, presidente del Comitato intergovernativo di negoziazione per lo sviluppo di uno strumento internazionale giuridicamente vincolante (ILBI) sull’inquinamento da plastica ha presentato un documento informale (un cosiddetto "non-paper") semplificato da utilizzare come nuova bozza di lavoro la quale, secondo AFP, non conterrebbe nessun riferimento a obiettivi di riduzione di produzione di nuova plastica. Inoltre la Francia ha chiesto alla Corea del Sud, responsabile dell'organizzazione di INC-5, di invitare all'incontro i ministri dei vari paesi, in quanto essi potrebbero trattare in modo più ampio rispetto ai negoziatori inviati. Mentre 169 paesi, su 175 presenti, hanno accettato il non-paper come punto di partenza per i negoziati, altri, come ad esempio la Lega Araba e la Russia, hanno espresso dubbi sul suo utilizzo, chiedendo di eliminare gli articoli più ambiziosi. 
La quinta sessione (INC-5), che sarebbe dovuta essere quella conclusiva, si è svolta a Busan, in Corea del Sud dal 25 novembre al 1 dicembre 2024.
A INC-5 presero parte 220 lobbisti dell'industria petrolchimica, il numero più elevato di sempre, maggiore rispetto a quello dei delegati dell'Unione Europea e dei singoli stati membri che la costituiscono (191) o a quelli dell'America Latina (165); ExxonMobil e Dow Chemical sono state le compagnie meglio rappresentate, con 5 e 4 delegati rispettivamente. Secondo CIEL (Center for International Environmental Law) sarebbero avvenuti anche casi di intimidazioni e pressioni indebite da parte di alcuni lobbisti.  
A seguito dell'impossibilità di giungere a un accordo durante la quinta sessione, i paesi  convennero di incontrarsi di nuovo in una futura sessione (INC-5.2) da organizzare nel 2025. 
Tale incontro ebbe luogo tra il 5 e il 14 agosto 2025 a Ginevra, in Svizzera, ma anche in tale occasione non si giunse all'adozione di un trattato. Infatti, il testo di compromesso proposto fu giudicato insoddisfacente dalla maggioranza dei paesi, in particolare da quelli del gruppo "High Ambitious". I paesi convennero inoltre di incontrarsi nuovamente in una futura sessione, da organizzare in data da destinarsi. 

## Cronologia
- 02/03/2022, Nairobi (Kenya): UNEP adotta la Risoluzione UNEA-5.2 "Porre fine all'inquinamento da plastica: verso uno strumento internazionale giuridicamente vincolante".
- 30/05-01/06/2022, Dakar (Senegal): lavori preparatori dell'INC (Intergovernmental Negotiating Committee).
- 28/11-02/12/2022, Punta del Este (Uruguay): INC-1, prima sessione di negoziati
- 29/05-02/06/2023, Parigi (Francia): INC-2, seconda sessione di negoziati
- 04/09/2023: Pubblicazione Bozza Zero
- 13-19/11/2023, Nairobi (Kenya): INC-3, terza sessione di negoziati
- 23-29/04/2024, Ottawa (Canada): INC-4, quarta sessione di negoziati
- 25/11-01/12/2024, Busan (Corea del Sud): INC-5, quinta sessione di negoziati
- 05-14/08/2025, Ginevra (Svizzera): INC-5.2, quinta sessione di negoziati - parte 2

## Contenuto
I membri hanno convenuto che il trattato avrà portata internazionale, legalmente vincolante e dovrebbe riguardare l'intero ciclo di vita della plastica, compresa la progettazione, la produzione e lo smaltimento. È stato affermato che anche le sostanze chimiche contenute nella plastica come additivi, coadiuvanti tecnologici e sostanze aggiunte involontariamente devono essere affrontate.
Le misure più ambiziose, come ad esempio l'istituzione di limiti alla produzione di plastiche vergini e la regolamentazione degli additivi aggiunti alle plastiche, sono sostenute in particolare dai Paesi membri del gruppo informale “High Ambition Coalition to End Plastic Pollution”, guidato da Ruanda e Norvegia e che comprende, tra gli altri: Unione Europea, Regno Unito, Svizzera, Giappone, Corea del Sud, Australia, Nuova Zelanda, Canada e Israele.
Tra i paesi più restii a implementare le misure più dure, se non come facoltative, talvolta denominati Like-Minded Group, ci sono invece diversi produttori di petrolio, tra cui molti Stati del Golfo, alcuni paesi in via di sviluppo, Russia, India, Cina e Stati Uniti. Alcuni di questi paesi si sono riuniti nella Global Coalition for Plastics Sustainability, guidata dall'Iran. Tuttavia, a settembre 2024 ci furono rumors su un possibile cambio di schieramento da parte degli Stati Uniti, che poi invece non avvenne. 
Per quanto riguarda l'Unione Europea, va tuttavia sottolineato che non tutti i singoli stati membri concordano su posizioni più ambizione, con paesi come Italia e Spagna che avevano inizialmente sostenuto obiettivi meno elevati. Tuttavia, dall'INC-5 sia la presidenza di turno del Consiglio che la Commissione europea hanno condotto i negoziati a nome dell’UE e dei suoi Stati membri, pertanto prima della sessione si sono tenute consultazioni per stabilire la posizione comune da tenere e i margini di trattativa verso gli stati terzi.
Nel corso della Cop 29, conclusa poco prima dell'inizio di INC-5, Francia, Kenya e Barbados hanno proposto l'istituzione di una plastic tax globale. 

## Sostegno al trattato
In vista dell'UNEA-5.2, la maggior parte degli Stati membri delle Nazioni Unite aveva espresso il proprio sostegno all'avanzamento di un trattato globale. Anche gruppi non governativi come alcune associazioni imprenditoriali, la società civile, le popolazioni indigene, i lavoratori, i sindacati, i raccoglitori di rifiuti e gli scienziati hanno fatto dichiarazioni pubbliche a sostegno di tale trattato includono.
Un gruppo di circa 300 scienziati provenienti da 50 paesi si è costituto nella The Scientists' Coalition for an Effective Plastics Treaty, che ha prodotto numerosi report. Sessanta membri della coalizione hanno partecipato a INC-4 rendendosi disponibili a rispondere alle domande scientifiche dei partecipanti. La coalizione ha inoltre pubblicato nel marzo 2024 una lettera aperta per il presidente degli Stati Uniti Joe Biden, sostenendo la necessità di basare i negoziati sul consenso scientifico indipendente.
Per quanto riguarda il settore industriale e finanziario, alcune aziende, raggruppate nella "Business Coalition for a Global Plastics Treaty" creata da WWF e dalla Ellen MacArthur Foundation, la "Global Plastic Action Partnership" nata nell'ambito del World Economic Forum, l'ong britannica "Waste & Resources Action Programme" e alcuni top manager, come ad esempio l'AD di Unilever, hanno dichiarato sostegno al trattato.
Nell'aprile 2024 il G7, riunito a Torino, in Italia, ha espresso il suo sostegno ai lavori per la riduzione dell'inquinamento da plastica, su iniziativa della Francia. 
Ad aprile 2024 Greenpeace ha pubblicato un sondaggio secondo il quale l'80% della popolazione mondiale sosterrebbe la proposta di riduzione della produzione di plastica del 75% entro il 2040, portata avanti dall'associazione ambientalista. Contestualmente, la rivista Nature ha pubblicato un appello affinché si ascoltino le voci degli scienziati piuttosto che quella delle lobby.
A settembre 2024 una serie di personalità mondiali hanno sottoscritto l'appello "End the age of plastic" per chiedere al Comitato di adottare misure stringenti contro la plastica mentre diversi scienziati hanno pubblicato su Science un analogo richiamo all'azione.
A ottobre 2024 la Business Coalition for a Global Plastics Treaty, dopo aver aderito alla dichiarazione Bridge to Busan, ha pubblicato la lettera aperta firmata da ventuno AD di aziende multinazionali di rilevanza globale tra. le quali, ad esempio, ALDI South, Danone, Decathlon, Henkel, S.C. Johnson, Ikea, Mars, Nestlé, PepsiCo e Unilever, per spronare i governi a ottenere un trattato ambizioso e con regole globali vincolanti. Tra i firmatari comparivano anche grandi produttori e trasformatori di materiale plastico come ad esempio ALPLA, Amcor, Berry Global Group, Ternova Group, SIG Group e l'azienda petrolchimica Borealis. Tuttavia, le associazioni delle industrie produttrici di plastica si sono espresse contro divieti generalizzati, chiedendo di valorizzare invece il riciclo.
Il 30 ottobre 2024 anche Antonio Guterres, segretario generale dell'ONU, ha lanciato un appello ai governi per un trattato ambizioso e vincolante.
Due giorni prima dell'inizio di INC-5 si è svolta a Busan una marcia a sostegno di un trattato dal contenuto ambizioso, mentre Greenpeace ha realizzato un'installazione artistica simbolica. Inoltre, WWF e Break Free from Plastic hanno presentato una petizione con quasi tre milioni di firme, con la richiesta di adottare misure ambiziose. 
Il 5 giugno 2025, a circa due mesi da INC-5.2, nel corso della Giornata mondiale per l'ambiente, proprio dedicata al tema dell'inquinamento da plastica, António Guterres ha lanciato un appello per un trattato ambizioso. Negli stessi giorni, il WWF ha pubblicato un report sull'inquinamento da plastica, raccomandando l'adozione del trattato.
Il 10 giugno 2025, nel corso della Conferenza delle Nazioni Unite sugli Oceani (UNOC) di Nizza, un gruppo di 95 paesi guidati dalla Francia hanno emesso un appello denominato The Nice Call for an Ambitious Treaty on Plastic Pollution, per la chiusura di un accordo "ambizioso". Tra i paesi sottoscrittori si annoverano anche Italia e Spagna, che nel passato avevano invece espresso posizioni più moderate. Il giorno seguente il WWF e l'Agenzia per le indagini ambientali hanno presentato un briefing sull'argomento.
Alla vigilia di INC-5.2, 2025 alcune aziende della Business Coalition for a Global Plastics Treaty, tra le quali Unilever, Coca-Cola, Nestlé e PepsiCo, hanno pubblicato una nuova lettera aperta chiedendo l'adozione di misure globali anbiziose.
Nello stesso periodo, un gruppo di scienziati di varie università, tra le quali l'Università di Copenaghen e quella di Göteborg, hanno pubblicato un articolo che dimostra la necessità di adottare un trattato internazionale che preveda la riduzione della produzione primaria di plastica, per poter ridurre in modo significativo l'inquinamento prodotto da questo materiale.